# Гай Валерий Флак (консул 93 пр.н.е.)
Вижте пояснителната страница за други личности с името Валерий Флак.
Гай Валерий Флак (на латински: Gaius Valerius Flaccus) e политик от късната Римска република.
През 96 пр.н.е. той е претор urbanus. През 93 пр.н.е. Валерий е избран за консул заедно с Марк Херений и изпратен в Испания да потуши бунта на келтиберите. През 92 пр.н.е. сменя Тит Дидий и става проконсул. Той управлява Испания до 81 пр.н.е. Получава допълнително и провинция Цизалпийска Галия. През 81 или 80 пр.н.е., след присъединяването му към диктатор Сула, той получава триумф за победите му над келтиберите и галите.
През 82 пр.н.е. e направен денарий за победата на Гай Валерий Флак.
Неговият брат Луций Валерий Флак е суфектконсул през 86 пр.н.е.